# Calcogeneto
Um calcogeneto é um composto químico que consiste de pelo menos um íon de calcogênio, e pelo menos, um elemento mais eletropositivo. Embora todos os elementos do grupo 16 da tabela periódica são definidos como calcogênios, o termo é mais normalmente reservada para sulfetos, selenetos e teluretos, em vez de óxidos.
Vidros contendo em sua composição calcogenetos, chamados de vidros calcogenetos, passam a apresentar muitas características importantes, mas a maioria crucialmente num alcance de transmissão que se estende para comprimentos de onda mais amplos que os vidros de sílica e outros minerais. Devido às suas propriedades de interagirem tanto com fótons como com elétrons, possuem aplicações que incluem detecção de poluição ambiental, fotônica e comunicações óticas.